# Sholeh Wolpé
Sholeh Wolpé (en persa: شعله ولپی) (Teherán, 6 de marzo de 1962) es una galardonada poeta iraní-estadounidense, traductora literaria y dramaturga. Nacida en Irán, ha vivido en Trinidad, Inglaterra y Estados Unidos.

## Biografía
Sholeh Wolpé es una poeta nacida en Teherán, Irán. Fue la primera escritora residente en la Universidad de California en Los Ángeles (UCLA)  en el 2018, y hoy en día es escritora residente en la Universidad de California en Irvine (UC Irvine). Wolpé ha sido galardonada con premios como el PEN/Heim en el 2014, el Midwest Book Award en el 2013, el Lois Roth Persian Translation Prize en el 2010, y ha recibido multitud de estancias y residencias artísticas en los EE. UU., México, España, Australia y Suiza. Sus libros más recientes incluyen Keeping Time With Blue Hyacinths (University of Arkansas Press) y The Conference of the Birds (W.W. Norton). Wolpé ha publicado doce colecciones de poesía, literatura en traducción y obras de teatro, y ha editado varias antologías. Ha llevado su obra a escenarios internacionales con músicos de fama mundial. Más información en www.sholehwolpe.com

## Carrera literaria
Galardonado con la subvención PEN / Heim Translation Fund 2014, la residencia Hedgebrook 2014, el premio Midwest Book Award 2013 y el premio Lois Roth Persian Translation 2010, Wolpé es autor de cinco colecciones de poesía y cuatro libros de traducción, y es editor de tres antologías
Su obra The Conference of the Birds (estreno mundial de Ubuntu Theatre, 30 de noviembre de 2018) es una adaptación del poema épico de Attar sufí místico del siglo XII. Su obra SHAME fue semifinalista de la conferencia nacional de dramaturgos del Eugene O'Neill Theatre Center 2016, y fue una de las diez finalistas de la serie Centenary Stage Women Playwrights Series en 2016.
La primera colección de Wolpé, The Scar Saloon, fue alabada por Billy Collins como "poemas que arrojan luz sobre algo de lo que todos tenemos en común". El poeta y novelista Chris Abani calificó los poemas como "políticos, satíricos e inquebrantables". el rostro de la guerra, la tiranía y la pérdida ... transmutan la experiencia en la magia de lo imaginado "
Los poemas de la segunda colección de Wolpé, Tejados de Teherán, fueron llamados por el poeta Nathalie Handal "tan vibrantes como valientes", y Richard Katrovas escribió que su publicación fue un "evento realmente raro: un importante libro de poesía".
Las traducciones de Wolpé de la obra seleccionada del poeta iraní Forugh Farrokhzad, Sin, recibieron el Premio de Traducción Persa Lois Roth en 2010. Los jueces escribieron que "se encontraron experimentando los poemas persas de Forugh con nuevos ojos". Alicia Ostriker elogió las traducciones como "Hipnótico en su belleza y fuerza". Willis Barnstone los encontró "extravagantemente majestuosos" y de tal orden que "resucitan a Forugh".
Sholeh Wolpé y las traducciones de Mohsen Emadi de "Song of Myself" (آواز خويشتن) de Walt Whitman fueron encargadas por el Programa Internacional de la Universidad de Iowa. Actualmente se encuentran en el sitio web Whitman de la Universidad de Iowa y estarán disponibles en forma impresa en Irán.
Robert Olen Butler elogió la antología de Wolpé, Breaking the Jaws of Silence como "una colección profundamente humana y estéticamente estimulante". La antología de Wolpé de 2012, The Forbidden: Poems from Iran and Its Exiles, que recibió el Premio 2013 del Libro del Medio Oeste, incluye muchas de las propias traducciones de Wolpé, y fue llamado por el poeta estadounidense Sam Hamil un "regalo muy bienvenido" que "abraza e ilumina nuestros más profundos lazos y esperanzas humanas".
La edición de Wolpé en Irán de Atlanta Review se convirtió en el tema más vendido de esa revista. Wolpé también es editor regional de Tablet and Pen: Literary Landscapes from The Modern Middle East (editado por Reza Aslan), y editor colaborador de Los Ángeles Review of Books.
La traducción moderna de Wolpé de La Conferencia de las Aves por el poeta místico sufí iraní del siglo XII "Attar", fue alabado por PEN alabado como una "traducción moderna ingeniosa y exquisita". Sobre el libro, W.W. Norton & Co escribe: "Wolpé recrea la belleza intensa del persa original en verso inglés contemporáneo y prosa poética, capturando por primera vez la belleza y la sabiduría intemporal de la obra maestra de Attar para los lectores modernos".
El compositor Shawn Crouch, la banda de jazz estadounidense San Gabriel 7, el compositor australiano Brook Rees y los vocalistas y músicos iraníes Mamak Khadem, Sahba Motallebi y Sussan Deyhim

## Educación
- Universidad George Washington - B.A. en Radio / TV / Cine
- Northwestern University - M.A.en Radio / TV / Cine
- Universidad Johns Hopkins - MHS en Salud Pública

## Libros
- The Outsider (Recent Works Press, Australia, 2018)[13]
- The Conference of the Birds (W.W. Norton & Co, 2017)[14]
- Cómo escribir una canción de amor (Casa Del Libros, Spain, 2017)[15]
- Blue Swedish for Nowruz, short stories. Translations. (Dracopis Press, Sweden, 2015)[16]
- Keeping Time with Blue Hyacinths (University of Arkansas Press, 2013)[17]
- Breaking the Jaws of Silence (University of Arkansas Press, 2013)[6]
- The Forbidden--Poems from Iran and Its Exiles (Michigan State University Press, 2012)[18]
- Sin: Selected Poems of Forugh Farrokhzad (University of Arkansas 2007)[4]
- Rooftops of Tehran (Red Hen Press 2007)[19]
- The Scar Saloon (Red Hen Press 2004)[19]